# Klęska głodu w Rosji (1921–1922)

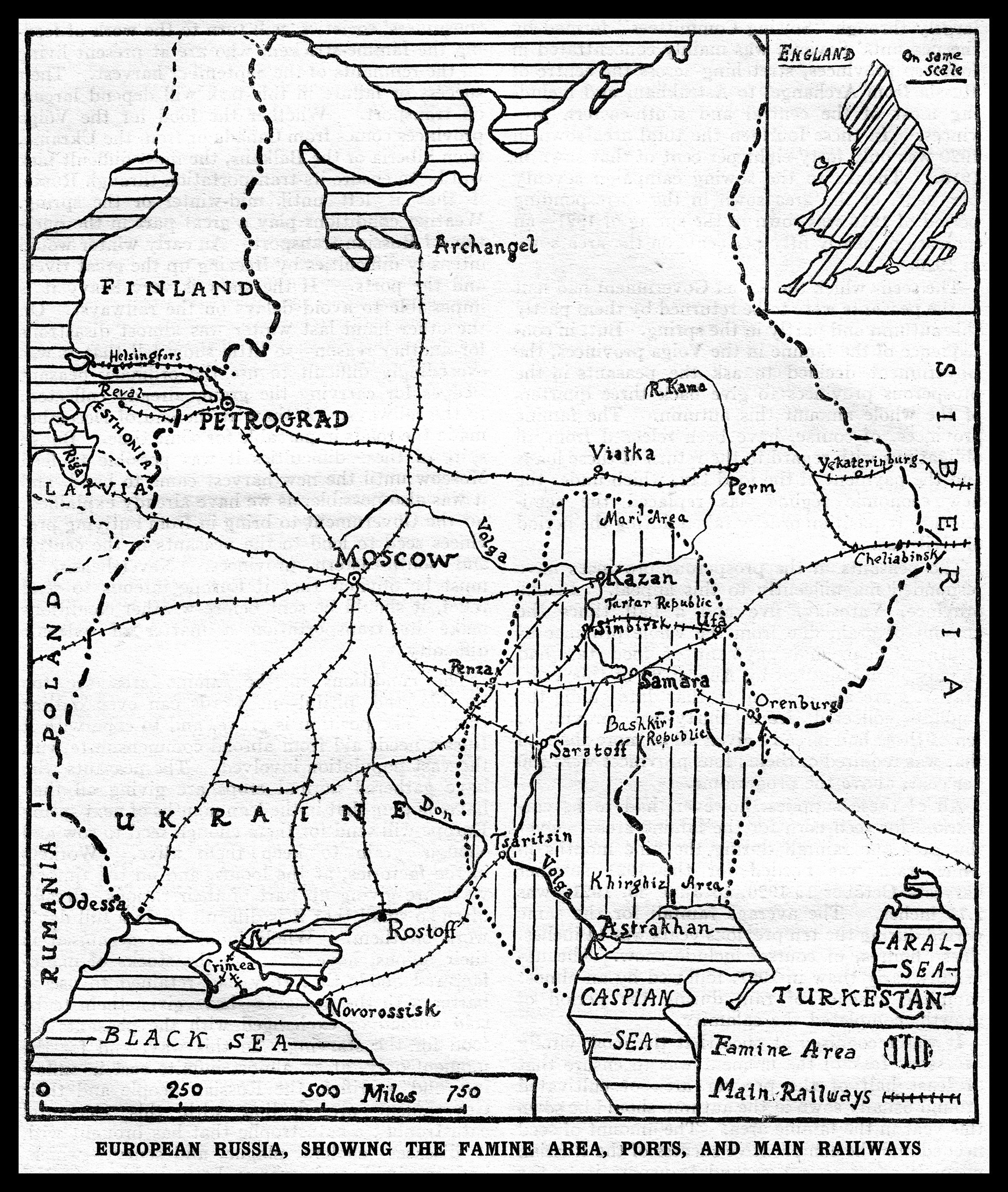
Obszar dotknięty głodem jesienią 1921

Głód w Rosji w latach 1921–1922, znany również jako głód na Powołżu (ros. Голод в Поволжье) – klęska głodu w Rosyjskiej Federacyjnej Socjalistycznej Republice Radzieckiej, która rozpoczęła się wczesną wiosną 1921 roku i trwała do 1922 roku. Głód był wynikiem połączenia skutków dotkliwej suszy, wciąż trwających skutków I wojny światowej, zaburzeń gospodarczych spowodowanych rewolucją bolszewicką, wojny domowej w Rosji oraz niepowodzeń rządowej polityki komunizmu wojennego. Sytuację dodatkowo pogarszał słabo rozwinięty system kolejowy byłego Imperium Rosyjskiego, który nie był w stanie efektywnie dystrybuować żywności.
Głód pochłonął około 5 mln ofiar, przede wszystkim w regionie dorzecza Wołgi i na Uralu. Wielu głodujących uciekało się do aktów kanibalizmu. Wybuchy epidemii chorób takich jak cholera i tyfus również przyczyniały się do wielkiej liczby ofiar.
Częścią ogólnorosyjskiej klęski głodu był głód w Tatarstanie w latach 1921–1922.

## Geneza

Europejski teatr wojny domowej w Rosji w latach 1918–1919

Zanim rozpoczął się głód, Rosja przez trzy i pół roku cierpiała z powodu przedłużającej się I wojny światowej, a później wojny domowej w latach 1918–1920. Podczas wojny domowej w Rosji zginęło od 7 do 12 mln ludzi, głównie cywilów. Historycy zauważają, że zarówno rady rządowe carskiej Rosji, jak i inne partie opozycyjne opowiadały się za rekwizycjami żywności kosztem ludności wiejskiej jeszcze przed dojściem bolszewików do władzy.
Przed wybuchem klęski głodu wszystkie strony walk wewnętrznych w Rosji w latach 1918–1921 (Czerwoni, Biali, anarchiści i rządy narodowe dążące do separatyzmu) zaopatrywały się, konfiskując żywność chłopom i przekazując ją swoim armiom oraz aktywnym zwolennikom, a odmawiając jej zdobycia przez siły przeciwnika. Rząd bolszewicki rekwirował zapasy od chłopów, także ziarno przeznaczone na zasiew, oferując niewielkie lub zgoła żadne wynagrodzenie pieniężne, co doprowadziło ludność wiejską do drastycznego ograniczenia produkcji rolnej.

## Kanibalizm

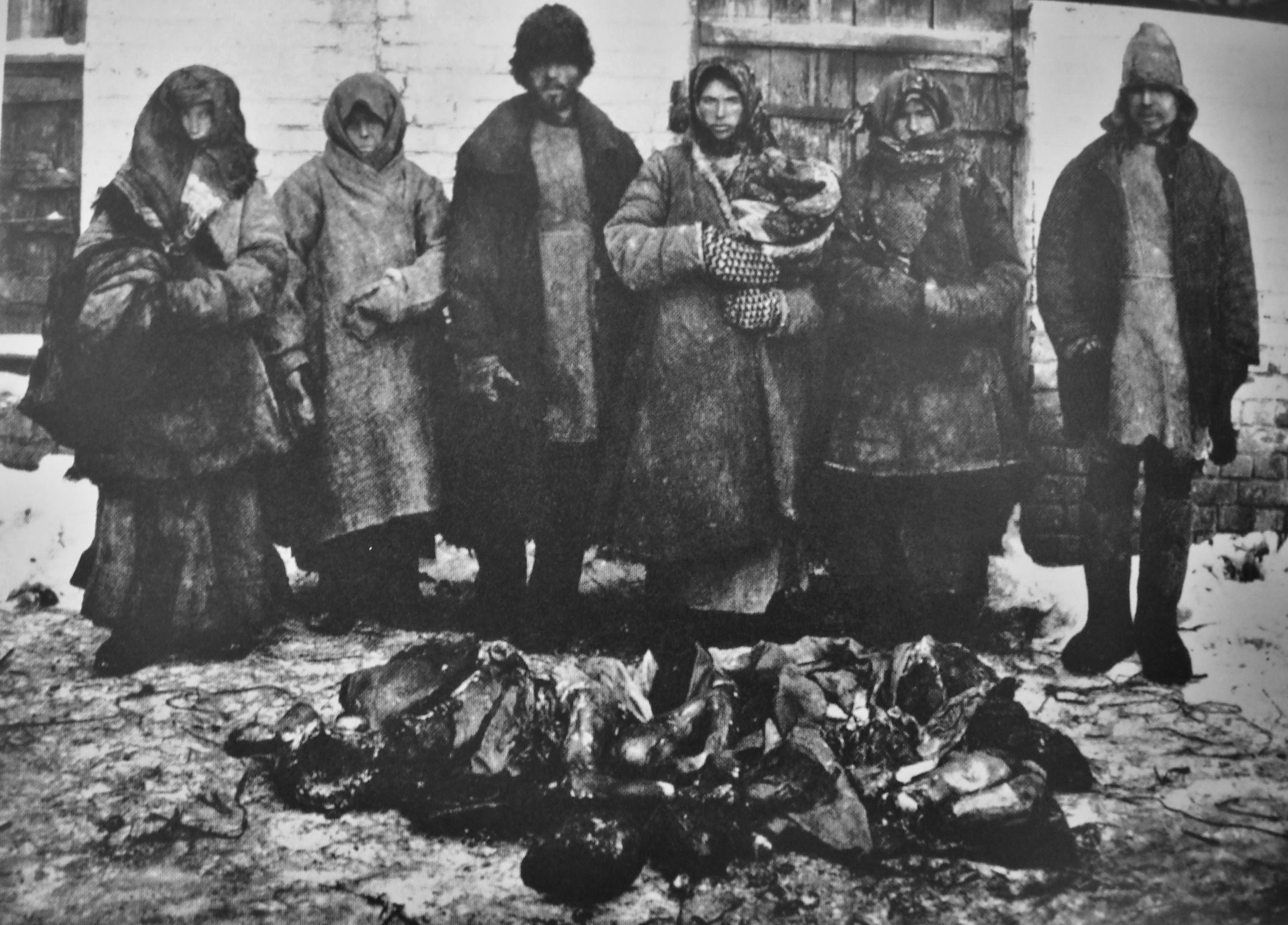
Sześciu chłopów z Buzułuku i szczątki ludzi, których zjedli podczas głodu

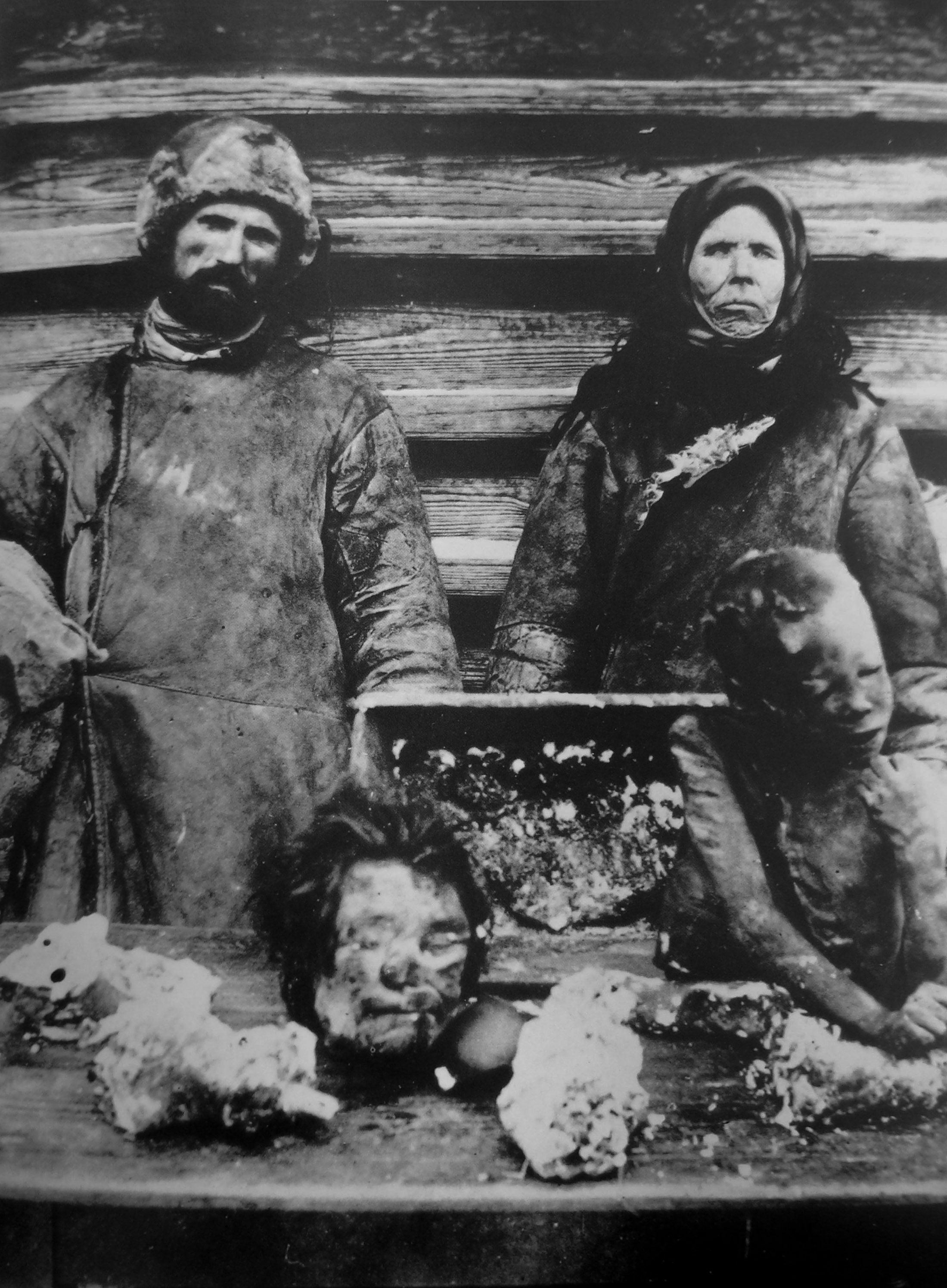
Kanibalizm w Samarze podczas głodu

Sytuacja stała się tak rozpaczliwa, że część głodujących uciekła się do aktów kanibalizmu. Według historyka Orlando Figesa zgłoszono „tysiące takich przypadków”, a liczba tych, o których nigdy władze się nie dowiedziały, była z pewnością jeszcze wyższa. W Samarze „dziesięć sklepów mięsnych zamknięto z powodu sprzedaży ludzkiego mięsa”. W Pugaczowie „dzieciom niebezpiecznie było wychodzić po zmroku, ponieważ wiadomo było o bandach kanibali i handlarzach, którzy zabijali je, aby zjeść lub oprawić i sprzedać ich mięso”. Mieszkaniec pobliskiej wioski stwierdził: „We wsi jest kilka stołówek – i wszystkie serwują małe dzieci”.
Nie było to wyjątkiem – Figes szacuje, że „znaczna część mięsa serwowanego w stołówkach przy radzieckich fabrykach w rejonie dorzecza Wołgi […] była mięsem ludzkim”. Różne grupy przestępcze specjalizowały się w „łapaniu dzieci, mordowaniu ich i sprzedawaniu ludzkiego mięsa jako końskiego lub wołowego”, a kupcy byli zadowoleni, że znaleźli źródło mięsa w sytuacji skrajnego niedoboru żywności i często „nie chcieli zadawać zbyt wielu pytań”.

## Akcja pomocowa

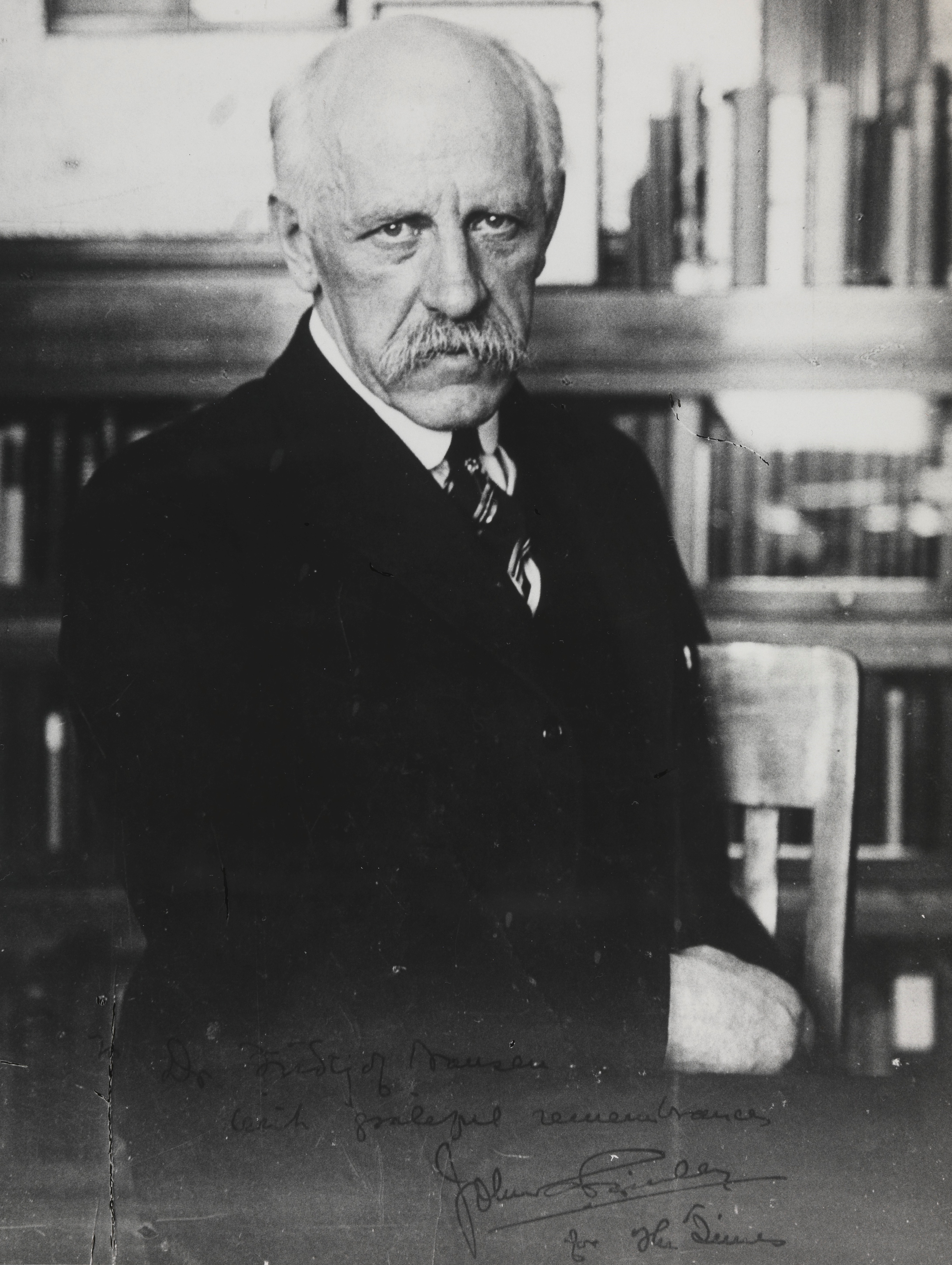
Norweski badacz i dyplomata Fridtjof Nansen został uhonorowany Pokojową Nagrodą Nobla w 1922 roku, częściowo za swoją pracę jako Wysoki Komisarz ds. Pomocy w Rosji

Pomoc zagraniczna dla ofiar głodu w Rosji została początkowo odrzucona. Amerykańska Administracja Pomocy, utworzona przez Herberta Hoovera, późniejszego prezydenta USA w celu pomocy ofiarom głodu podczas I wojny światowej, zaoferowała swoją pomoc już w 1919 roku. Włodzimierz Lenin, przywódca nowego rządu radzieckiego, odrzucił jednak propozycję pomocy jako ingerencję w wewnętrzne sprawy Rosji.
Jednak latem 1921 roku, gdy głód osiągnął nieznane w dotychczasowej historii rozmiary, Lenin wraz z pisarzem Maksimem Gorkim zaapelowali w liście otwartym do „wszystkich uczciwych Europejczyków i Amerykanów” o „udzielenie chleba i lekarstw”. W liście do wszystkich narodów z 13 lipca 1921 roku Gorki opisał nieurodzaj, który doprowadził jego ojczyznę na skraj głodu . Hoover natychmiast odpowiedział na wezwanie, a w stolicy Łotwy, Rydze, rozpoczęły się negocjacje z rosyjskim rządem . Akcją europejską kierował słynny norweski badacz Arktyki Fridtjof Nansen za pośrednictwem Międzynarodowego Komitetu Pomocy Rosji .
Amerykańska Administracja Pomocy kierowana przez Hoovera dystrybuowała pomoc żywnościową w całej Europie już od 1914 roku. Po inwazji Niemiec na Belgię w 1914 roku, Hoover powołał Belgijski Komitet Pomocy, aby złagodzić zniszczenia i głód wywołane przez wojnę. Wraz z upływem lat I wojny światowej organizacja rozrosła się, a następnie rozpoczęła działalność w północnej Francji i pomagała Francuzom oraz Niemcom w latach 1914–1919. W latach 1920 i 1921 Amerykańska Administracja Pomocy dostarczała jeden posiłek dziennie 3,2 miliona dzieci w Finlandii, Estonii, różnych regionach Rosji, na Łotwie, Litwie, w Polsce, na Ukrainie, w Czechosłowacji, Austrii, na Węgrzech i w Armenii. Rozpoczynając akcję dożywiania w Rosji, organizacja planowała wyżywić około miliona rosyjskich dzieci przez cały rok . Później włączyły się w nią również inne organizacje, takie jak American Friends Service Committee, British Friends’ War Victims Relief Committee i International Save the Children Union, z brytyjską fundacją Save the Children jako głównym darczyńcą. Jak pisze historyk Douglas Smith, pomoc żywnościowa prawdopodobnie pomogłaby „uratować komunistyczną Rosję od ruiny” .
Stany Zjednoczone były pierwszym krajem, który zorganizował pomoc, a Hoover mianował płk. Williama N. Haskella na stanowisko dyrektora Amerykańskiej Administracji Pomocy w Rosji. W ciągu miesiąca statki załadowane żywnością skierowały się do Rosji. Głównym darczyńcą w międzynarodowej akcji pomocowej miała być Amerykańska Administracja Pomocy, którą założył i kierował Hoover . Organizacja zgodziła się zapewnić żywność milionowi osób, głównie dzieciom, ale w ciągu roku żywiła ponad dziesięciokrotnie większą liczbę osób dziennie.
Amerykańska Administracja Pomocy nalegała na autonomię w zakresie dystrybucji żywności i oświadczyła, że jej wymogiem jest, aby żywność była wydawana bez względu na „rasę, wyznanie lub status społeczny”, co zostało określone w art. 25 porozumienia ryskiego. Rzecznik USA oświadczył, że Stany Zjednoczone chciałyby również zbudować magazyny w Rosji, jak napisał dziennikarz Charles Bartlett, i spodziewają się pełnego dostępu do nich, aby zapewnić prawidłową dystrybucję żywności .
Hoover zażądał także, aby Rosja wykorzystała część swoich zasobów złota na pokrycie kosztów akcji pomocowej. Uzyskał 18 mln dolarów od rosyjskich władz, 20 mln od Kongresu USA, 8 mln od armii amerykańskiej oraz dodatkowe środki od amerykańskich organizacji charytatywnych, co dało łącznie około 78 mln dolarów ze wszystkich tych źródeł . Po ostatecznym podpisaniu porozumienia w Rydze, Stany Zjednoczone utworzyły swoją pierwszą kuchnię w Piotrogrodzie, kiedy już 1,6 mln ludzi zmarło z głodu .

Od prawie dwóch lat zaledwie dwustu Amerykanów, na linii frontu znacznie dłuższej niż front zachodni, walczy z wrogiem bardziej bezlitosnym niż którykolwiek z tych, z którymi mierzyły się armie alianckie. Od Bałtyku po Morze Kaspijskie, od Krymu po Ural, pokonali głód, uratowali więcej istnień ludzkich niż zginęło w czasie wojny światowej, wyleczyli cierpiący naród z chorób, które groziły ogarnięciem całej Europy, zyskali błogosławieństwo wielkiego, lecz dotkniętego chorobą narodu, przeżyli największą w historii ludzkości przygodę!

Ponad 10 mln ludzi było karmionych codziennie, a większość żywności pochodziła z Amerykańskiej Administracji Pomocy, która dostarczyła ponad 768 mln ton mąki, zboża, ryżu, fasoli, wieprzowiny, mleka i cukru o wartości ponad 98 mln dolarów . Aby przetransportować i rozdysponować żywność zebraną w USA, organizacja wykorzystała 237 statków obsługiwanych przez 200 Amerykanów i 125 000 Rosjan na miejscu, którzy rozładowywali, magazynowali, przewozili, ważyli, gotowali i podawali żywność w ponad 21 000 punktów.
Nawet po tym, jak żywność dotarła do potrzebujących, płk Haskell poinformował Hoovera o nieoczekiwanym nowym zagrożeniu. Wyjaśnił, że nie ma paliwa do ogrzewania i gotowania, a miliony rosyjskich chłopów mają na sobie ubrania składające się głównie ze szmat, co doprowadzi do pewnej śmierci wielu osób z powodu wychłodzenia podczas nadchodzącej zimy . Zagrożone były w szczególności dzieci z sierocińców i innych instytucji, ponieważ zazwyczaj posiadały tylko jedno ubranie, często wykonane z worków po mące, i brakowało im butów, rajtuz, bielizny oraz innych ubrań, które mogłyby zapewnić im ciepło. Zagrożone były jednak również dzieci mieszkające z rodzicami, którym także brakowało wystarczającej ilości ubrań, co często uniemożliwiało im dotarcie do amerykańskich kuchni pomocowych. Haskell depeszował do Hoovera, że co najmniej milion dzieci pilnie potrzebuje ubrań. Hoover szybko zainicjował plan zbierania i wysyłania paczek z odzieżą do Rosji, które miały pochodzić z darowizn od osób prywatnych, firm i banków .

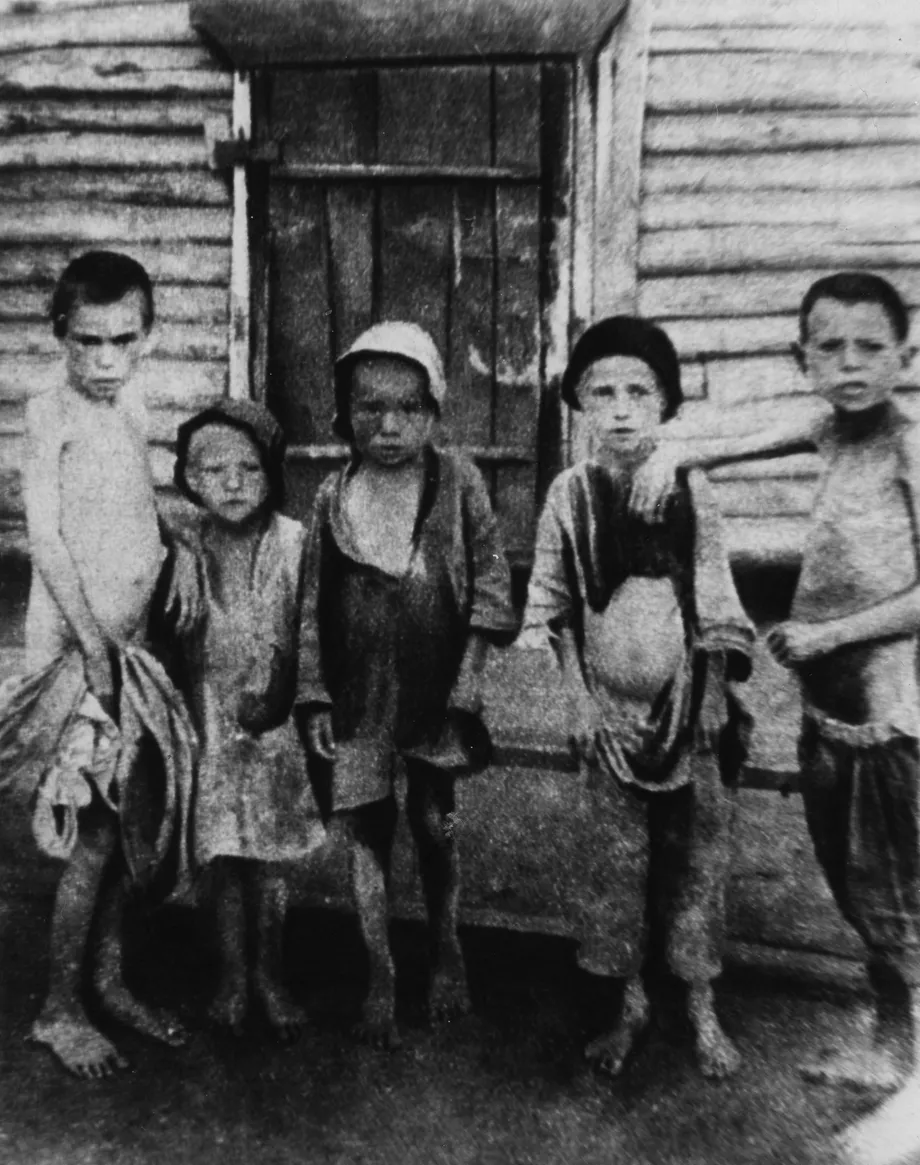
Głodujące dzieci w 1922 roku

Potrzeby medyczne również były priorytetem. Jak zauważył dr Henry Beeuwkes, szef Wydziału Medycznego w Rosji, amerykańska pomoc zaopatrywała ponad 16 000 szpitali, które leczyły ponad milion osób dziennie. Ponieważ placówki te były rozproszone na obszarach z niewielką liczbą linii kolejowych i często kiepskimi drogami, a niektóre szpitale znajdowały się ponad 1500 km od głównej bazy zaopatrzeniowej w Moskwie, było to monstrualne zadanie. Dr Louis L. Shapiro, pułkownik armii, jeden z dyrektorów medycznych Amerykańskiej Administracji Pomocy w Rosji, wspominał, że w południowej Rosji było niewiele poza „błotnymi koleinami zamiast dróg, z bezkresnymi preriami”. Podczas jednej z podróży, mając do zabrania niewiele niezbędnych rzeczy do samochodu i benzyny, przejechał 240 km na oponach bez dętek, zamiast tego wypchanych słomą. „Po tym, jak powstały nasze kuchnie i kliniki, w których można było rozdawać środki medyczne” – powiedział Shapiro – „dzieci, które jadły wcześniej pulpę z gliny i skrawków skóry, ozdrowiały dość szybko”.
Aby pomóc w powszechnym kryzysie medycznym, Amerykańska Administracja Pomocy rozdysponowała zapasy medyczne, w tym ponad 2000 artykułów pierwszej potrzeby, od leków po narzędzia medyczne. 69 statkami wysłano 125 000 pakietów medycznych o łącznej wadze 15 mln funtów. Według dr. Szapiro, kiedy Amerykańska Administracja Pomocy opuściła Rosję w 1923 roku, po dwóch latach akcji pomocowych, „Rosjanie zostali wyciągnięci z bagna głodu i śmierci. Mogę bez przechwalania się powiedzieć, że żadna organizacja pomocowa nigdy nie pracowała tak ciężko, aby wykonać swoje zadanie”.
W maju 1922 roku Lew Kamieniew, przewodniczący moskiewskiego sowietu i wiceprzewodniczący wszystkich rosyjskich komitetów pomocy głodującym, napisał list do płk. Haskella, w którym podziękował jemu i jego organizacji za pomoc, a także złożył hołd narodowi amerykańskiemu:

Rząd narodu rosyjskiego nigdy nie zapomni hojnej pomocy, jakiej udzielił mu w obliczu straszliwej katastrofy i niebezpieczeństw, które go spotkały […] Pragnę wyrazić w imieniu rządu radzieckiego moje zadowolenie i podziękowanie Amerykańskiej Administracji Pomocy, za pośrednictwem Pana osoby, za znaczące wsparcie, jakiego udziela dotkniętej katastrofą ludności regionu Powołża 

Latem 1923 roku szacowano, że pomoc udzielona Rosji przez Stany Zjednoczone stanowiła ponad dwukrotność całkowitej pomocy udzielonej jej przez wszystkie inne organizacje zagraniczne razem wzięte. Europejskie agencje koordynowane przez Międzynarodowy Komitet Czerwonego Krzyża również karmiły dwa miliony ludzi dziennie, a Międzynarodowa Unia Ratowania Dzieci karmiła nawet 375 000 osób. Operacja była niebezpieczna, ponieważ kilku pracowników zmarło na cholerę, i nie obyło się bez krytyki, w tym londyńskiego dziennika „Daily Express”, który najpierw zaprzeczał powadze głodu, a następnie argumentował, że pieniądze lepiej byłoby wydać w Wielkiej Brytanii .

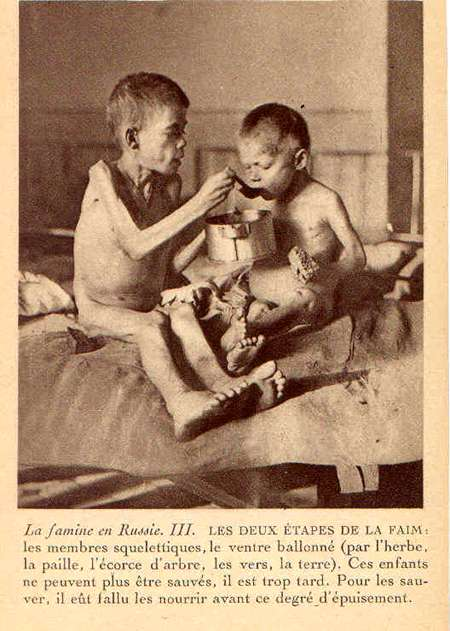
Zdjęcia Nansena na pocztówkach miały na celu podniesienie świadomości na temat głodu

W latach 1922 i 1923, gdy głód był nadal powszechny, a Amerykańska Administracja Pomocy nadal dostarczała wsparcie do Rosji, rząd radziecki eksportował zboże, aby zebrać fundusze na rozwój przemysłu, co poważnie zagroziło dalszej pomocy z Zachodu. Rząd radziecki nalegał, aby w przypadku zawieszenia pomocy, Amerykańska Administracja Pomocy zorganizowała dla nich pożyczkę zagraniczną w wysokości około 10 mln dolarów (według wartości z 1923 roku); organizacja nie była w stanie tego zrobić i kontynuowała eksport żywności, którego wielkość była większa niż radzieckie zboże sprzedawane za granicą.
| Wkład USA w akcję pomocy ofiarom głodu w Rosji |               |
| ---------------------------------------------- | ------------- |
| Dzieci karmione codziennie                     | 4 173 339     |
| Dorośli karmieni codziennie                    | 6 317 958     |
| Maksymalna liczba karmionych dziennie          | 10 491 297    |
| Liczba serwowanych posiłków                    | 1 750 000 000 |
| Liczba otwartych oddzielnych kuchni            | 21 435        |
| Ludzie ubrani                                  | 333 125       |
| Wartość artykułów medycznych                   | 7 685 000 USD |
| Szpitale zaopatrywane w zaopatrzenie           | 16 400        |
| Liczba podanych szczepień                      | 6 396 598     |
| Liczba podanych szczepień                      | 1 304 401     |
| Dostarczono mnóstwo jedzenia                   | 912 121       |
| Dostarczono mnóstwo artykułów medycznych       | 7500          |
| Liczba użytych statków amerykańskich           | 237           |

## Liczba ofiar śmiertelnych
Podobnie jak w przypadku innych klęsk głodu na dużą skalę, rozpiętość szacunków liczby ofiar jest znaczna. Oficjalna sowiecka publikacja z początku lat 20. podaje, że w 1921 roku z powodu głodu i związanych z nim chorób zmarło około 5 mln osób, co jest liczbą zazwyczaj podawaną w podręcznikach. Bardziej zachowawcze szacunki mówią o nie więcej niż milionie, a inna ocena, oparta na danych z wydziału medycznego Amerykańskiej Administracji Pomocy, mówi o dwóch milionach. Z drugiej strony, niektóre źródła mówią o 10 mln ofiar śmiertelnych. Według Bertranda M. Patenaude „taka liczba nie wydaje się niczym nadzwyczajnym po zestawieniu z dziesiątkami milionów ofiar wojen, głodu i terroru w XX wieku”.

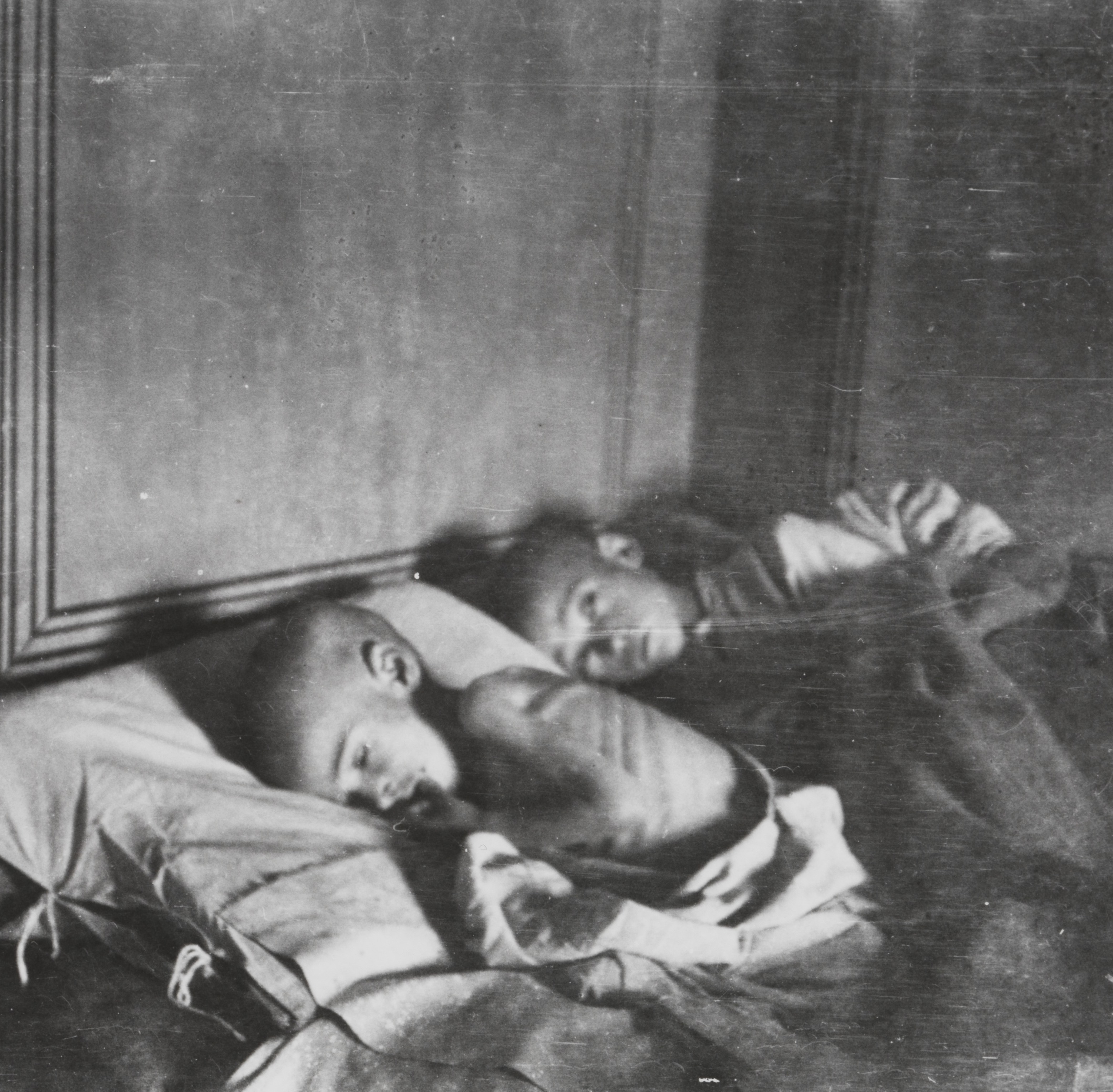
Zdjęcie wykonane podczas podróży Fridtjofa Nansena do regionów objętych głodm w Rosji, 1921
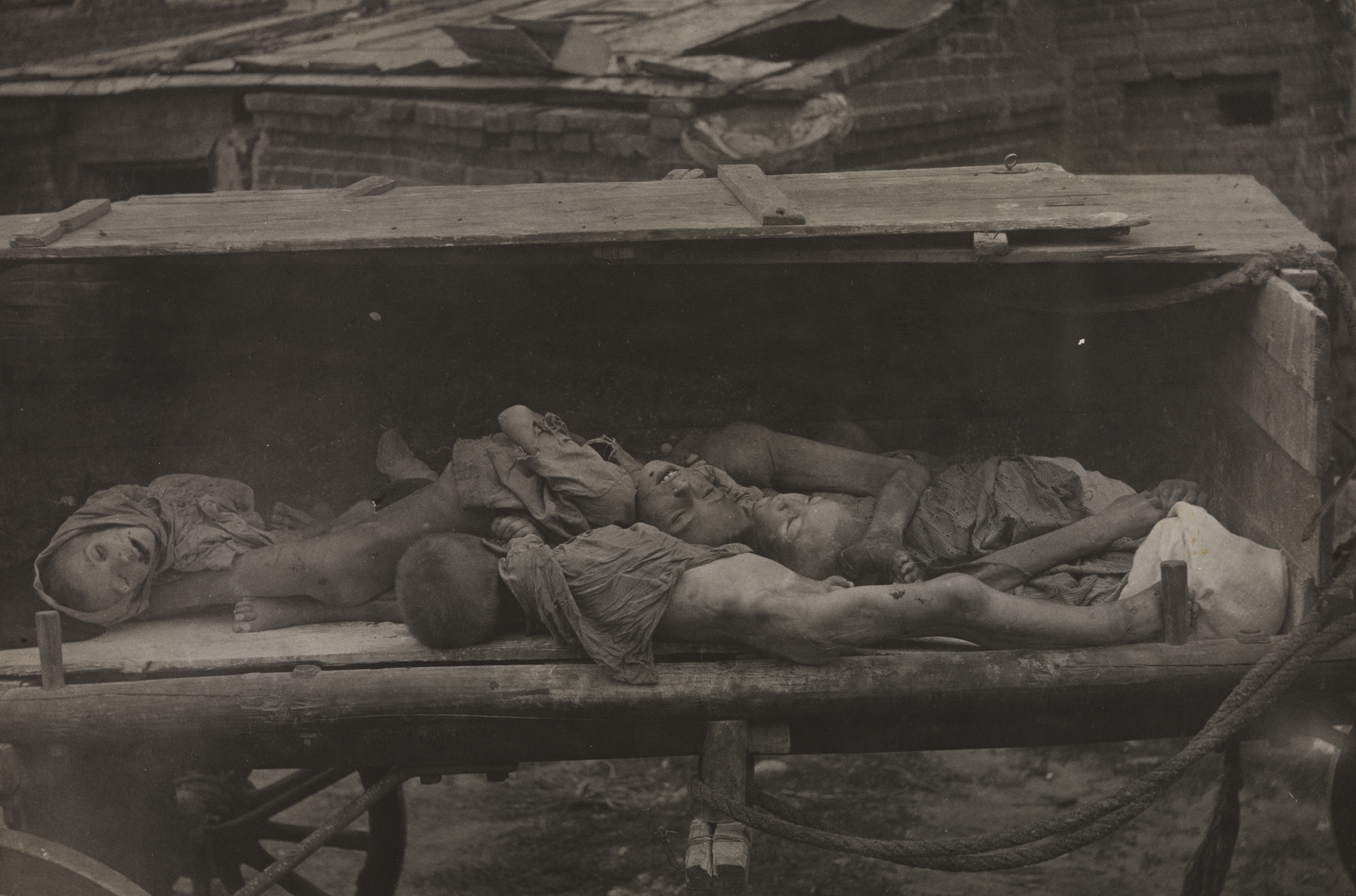
Zwłoki dzieci zebrane na wozie w Samarze, 1921
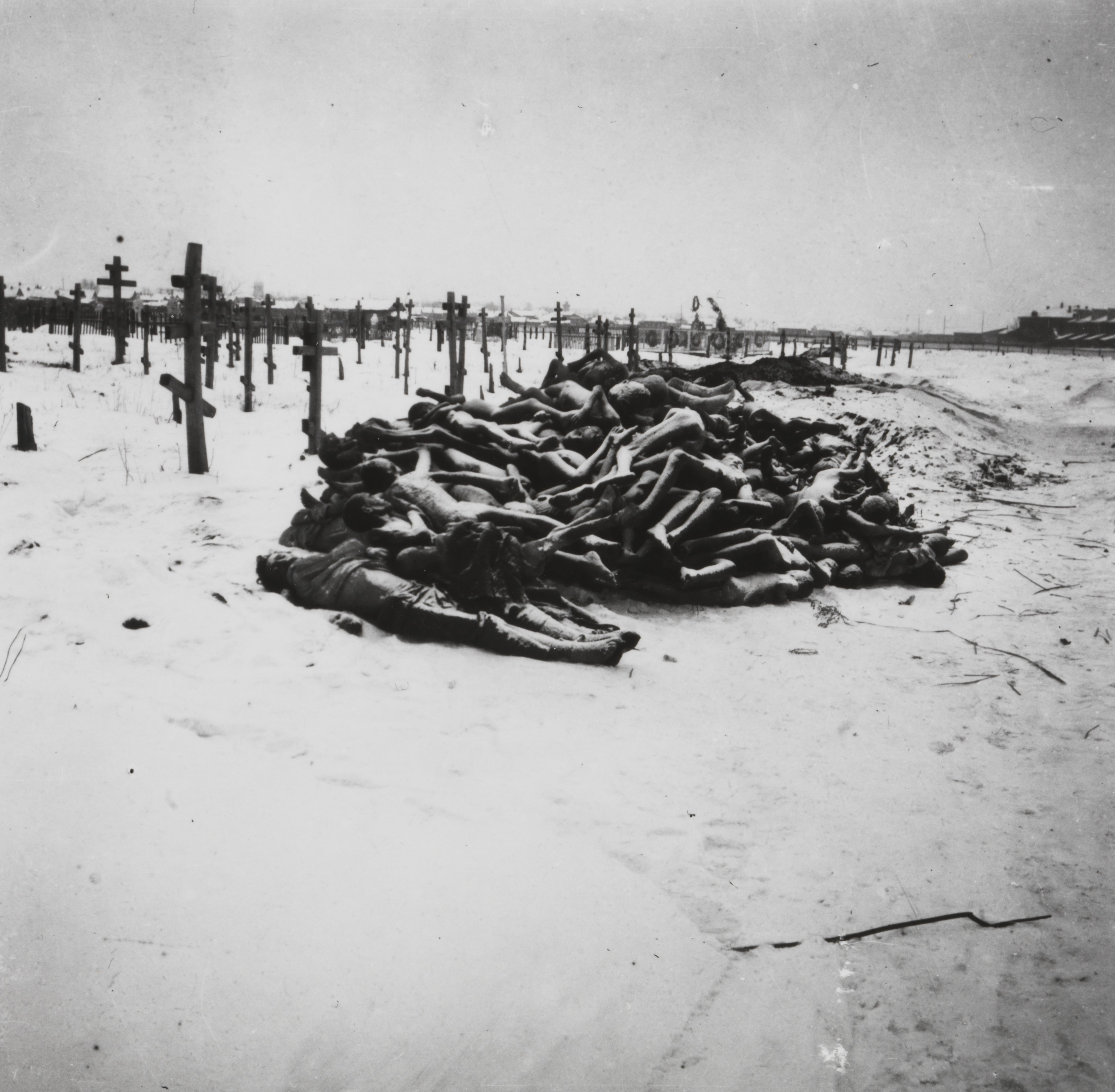
Ofiary głodu w Buzułuku
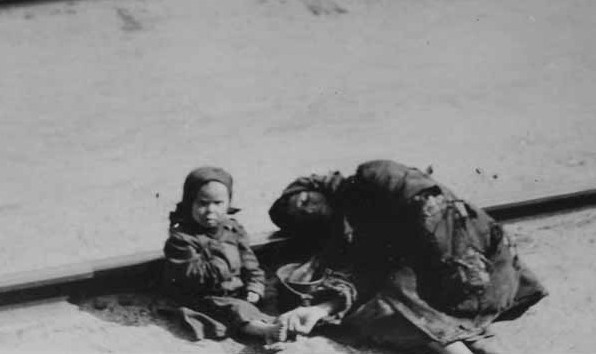
Ofiary głodu w Rosji, 1922
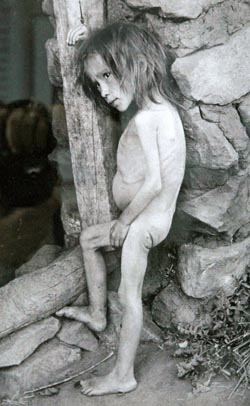
Głodująca dziewczynka w Bugurusłanie, 1921
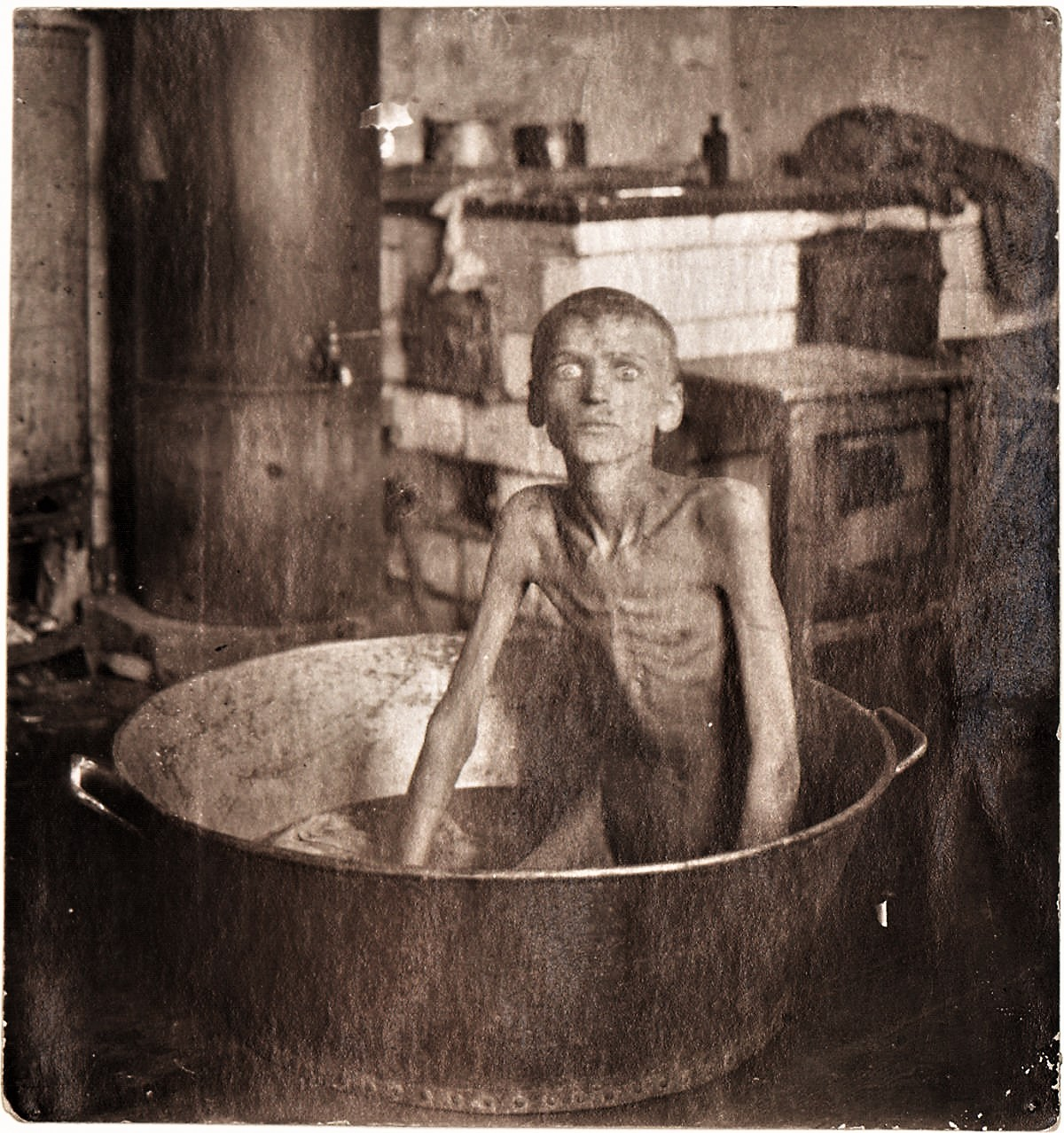
Głodujący chłopiec ze wsi Błagowieszczenka (obwód zaporoski, Ukraina), który podczas głodu w latach 1921–1922 zabił swojego trzyletniego brata i zjadł jego ciało
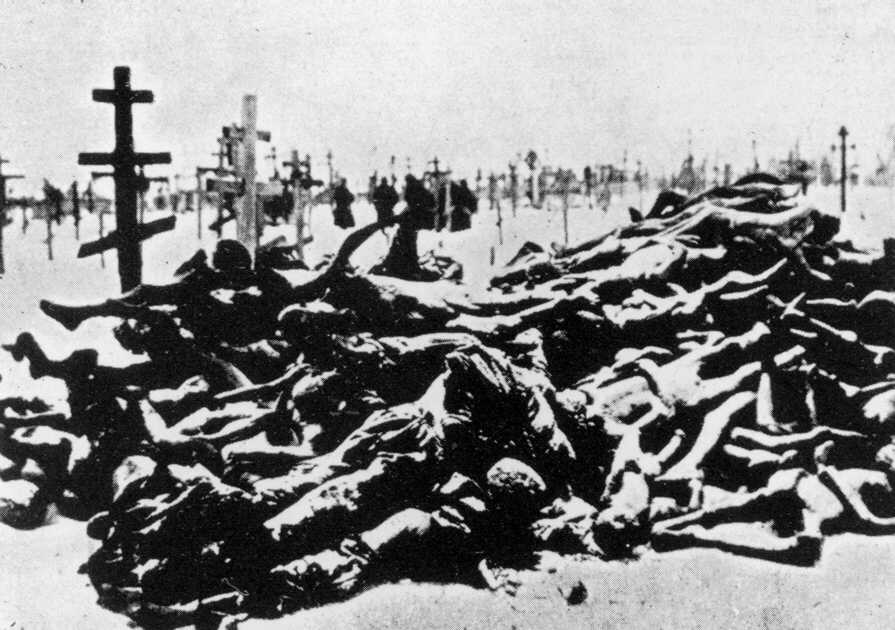
Ofiary głodu w Rosji, 1921

## Polityczne skutki głodu
Głód nastąpił po sześciu i pół roku niepokojów i przemocy (I wojna światowa, dwie rewolucje rosyjskie z 1917 roku i rosyjska wojna domowa). W wydarzenia te zaangażowanych było wiele frakcji politycznych i wojskowych, a większość z nich została oskarżona przez swoich wrogów o przyczynienie się do głodu, a nawet o ponoszenie za niego wyłącznej odpowiedzialności .
Bolszewicy rozpoczęli kampanię konfiskaty majątku kościelnego w 1922 roku. W tym roku skonfiskowano ponad 4,5 mln złotych rubli, z czego milion złotych rubli przeznaczono na pomoc w walce z głodem. W tajnym liście do Biura Politycznego z 19 marca 1922 roku Lenin wyraził zamiar konfiskaty kilkuset milionów złotych rubli na pomoc w walce z głodem.
W tajnym liście Lenina do Biura Politycznego wyjaśnia on, że klęska głodu stwarza okazję do ataku na Cerkiew. Richard Pipes argumentuje, że głód został wykorzystany politycznie jako pretekst dla przywódców bolszewickich do prześladowania Cerkwi prawosławnej, która miała duży wpływ na znaczną część chłopstwa.
Rosyjscy biali emigranci w Londynie, Paryżu i innych miejscach również wykorzystali głód jako okazję do medialnego nagłośnienia niesprawiedliwości reżimu sowieckiego, aby uniemożliwić handel z rządem bolszewickim i jego oficjalne uznanie .
Skutki głodu, jak również powstanie kronsztadzkie, masowe powstania chłopskie, takim jak powstanie tambowskie oraz niepowodzenie rewolucji niemieckiej, skłoniły Lenina do zmiany priorytetów polityki krajowej i zagranicznej. 15 marca 1921 roku Lenin ogłosił Nową Politykę Ekonomiczną.